# Naravne regije Kolumbije
Zaradi svoje naravne strukture lahko Kolumbijo razdelimo na šest zelo različnih naravnih regij. To so Andska regija, ki zajema tri verige Andov, ki jih najdemo v Kolumbiji; Karibska regija, ki pokriva območje, ki meji na Karibsko morje; Pacifiška regija, ki meji na Tihi ocean; regija Orinoquía, del ravnic Llanos, predvsem v porečju reke Orinoko ob meji z Venezuelo; Amazonska regija, del amazonskega deževnega gozda; in končno Otoška regija, ki obsega otoke v Atlantskem in Tihem oceanu. Kolumbija leži v Južni Ameriki.

## Andska regija
Gorovje Andi tvorijo najbolj naseljeno regijo Kolumbije in vsebujejo večino mestnih središč v državi. Bili so tudi lokacija najpomembnejše predkolumbovske avtohtone naselitve. Za Kolumbijskim masivom v jugozahodnih departmajih Cauca in Nariño se kolumbijski Andi delijo na tri veje, znane kot cordilleras: Cordillera Occidental, ki teče ob pacifiški obali in vključuje mesto Cali; Cordillera Central, ki poteka po središču države med dolinama reke Cauca amazonas (na zahodu in vzhodu) in vključuje mesta Medellín, Manizales in Pereira; ter gorovje Cordillera Oriental in Perijá, ki se razteza proti severovzhodu proti polotoku Guajira in vključuje Bogoto, Bucaramango in Cúcuto.
Podnebje in vegetacija v regiji se močno razlikujeta glede na nadmorsko višino. To so: od 1000 do 2000 m in tierra fria (hladna zemlja, 2000 do 3000 m) so najbolj produktivna zemljišča in večina prebivalstva; alpske razmere v gozdnatem pasu (zona forestada, od 3200 do 3900 m), páramos (3900 do 4600 m) in tierra helada (zamrznjena zemljišča nad 4600 m) .

## Karibska regija
Karibska regija obsega 132.218 km2 ob Karibskem morju in se razteza od zaliva Urabá na zahodu do polotoka Guajira na vzhodu in vključuje nekatere ali vse departmaje Guajira, Bolívar, Atlántico, Cesar, Magdalena, Sucre, Córdoba, Santander in Antioquia.
Po regiji tečejo številne reke, ki od Andskega visokogorja tečejo do morja, vključno z glavno kolumbijsko reko, reko Magdaleno, ki se izliva v glavnem pristanišču Barranquillag. Kot območje, ki so ga najprej naselili Evropejci, je Karibska regija tudi lokacija zgodovinskih pristaniških mest Santa Marta in Cartagena. Čeprav je na splošno nizko ležeča in vlažna, regija vključuje tudi gorovje Sierra Nevada de Santa Marta in puščavo Guajira (desierto de La Guajira), območje, ki ima ogromne zaloge premoga, ki se izkoriščajo na območju, znanem kot El Cerrejón. Območje je tudi območje bivanja avtohtonih Wayuu prebivalcev in velike raznolikosti puščavske flore in favne.
Karibska regija vsebuje 6 podregij, ki se razlikujejo po določenih naravnih vidikih. V njej je tudi 9 zavarovanih območij različnega statusa.

## Pacifiška regija
Pacifiška regija leži na zahodni pacifiški obali Kolumbije in pokriva površino 83.170 km2. Razteza se od zaliva Urabá na severu do meje z Ekvadorjem na jugu in vključuje del departmajev Nariño, Cauca in Valle de Cauca ter celoten departma Chocó.
To regijo odlikuje visoka vlažnost. Padavine so med najvišjimi na svetu, s povprečno 4000 mm na leto in na nekaterih območjih, ki prejmejo celo 12.000 mm na leto. Te visoke ravni padavin napajajo številne reke, vključno z reko Atrato, reko San Juan, reko Patía, reko Baudó in reko Mira. Prebivalstvo regije je večinoma afro-kolumbijsko (vključuje tudi več avtohtonih naselij), gospodarstvo pa temelji na rudarstvu (zlato in platina), lesu, ribištvu, govedoreji in kmetijstvu (zlasti gojenju borojo (Alibertia patinoi), banan in banane za kuhanje ). Buenaventura je glavno pacifiško pristanišče Kolumbije.
Ta regija se odlikuje po tem, da je eno najbolj biotsko raznovrstnih območij na planetu.

## Regija Orinoquía
Regija Orinoquía (špansko: Región de la Orinoquía), znana tudi kot Llanos Orientales, pokriva večino območja departmajev Meta, Arauca, Casanare in Vichada. Regija je bogata z nafto in primerna za ekstenzivno rejstvo, vendar je redko poseljena.
Predstavlja planotasto vznožje hribov; višine se gibljejo med 500 m in 700 m; večinoma pokrito z gostim tropskim vlažnim gozdom, območja ob navedenih rekah, močvirja in izolirano gorovje Serranía de la Macarena z najvišjim vrhom 2615 m visokim El Gobernador. Prvi nacionalni rezervat v Kolumbiji je bil ustanovljen v osrednjem delu gorovja v skladu s kongresnim zakonom, razglašenim leta 1948. Status narodnega naravnega parka je bil določen leta 1971, zavarovano območje pa obsega 6.200 km2.

## Regija Amazonija
Regija Amazonija je regija v južni Kolumbiji nad Amazonskim porečjem. Obsega departmaje Amazonas, Caquetá, Guainía, Putumayo, Guaviare in Vaupés in pokriva površino 483.000 km², kar je 35 % celotnega ozemlja Kolumbije. Regija je večinoma pokrita s tropskim deževnim gozdom, natančneje razvrščen kot tropski vlažni širokolistni gozd ali džungla, ki je del ogromnega amazonskega deževnega gozda.
Regija je ob zahodnem robu omejena z Andi, na vzhodu pa se razteza do meja z Brazilijo, Perujem, Ekvadorjem in Venezuelo. Severna meja se začne z rekama Guaviare in Vichada ter se razteza proti jugu do rek Putumayo in Amazonka. Tu je tudi 10 narodni naravnih parkov.

## Otoška regija
Nekateri menijo, da je Otoška regija šesta regija, ki obsega tista območja zunaj celinske Kolumbije, vključno z departmajem San Andrés y Providencia v Karibskem morju ter otokoma Malpelo in Gorgona v Tihem oceanu. So pa tu kulturne vezi z ustreznimi obalami.
Ekosistemi in prostoživeče živali na teh otokih so enaki tistim, ki jih najdemo na sosednjih celinskih območjih. Na primer, kopenski habitat na otoku Gorgona je tropski deževni gozd, podoben tistemu, ki ga najdemo v pacifiških nižinah celinske Kolumbije. Na otokih je tudi več zavarovanih območij.